# Francisco José Freire
Francisco José Freire (Lisboa, 3 de Janeiro de 1719 — Mafra, 5 de Julho de 1773), que adotou o pseudónimo de Cândido Lusitano, foi um frade oratoriano que inspirou o movimento estético-literário da Arcádia Lusitana. A sua obra Arte Poética (publicada em 1748) marcou em Portugal a afirmação da estética neoclássica que ficaria conhecida na literatura portuguesa pelo nome de arcadismo.

## Biografia
A Arte Poética de Cândido Lusitano acabou por se constituir como o verdadeiro código estético dos árcades, o que o tornou numa das figuras mais influentes na introdução na literatura portuguesa das ideias estéticas e da poética e retórica neoclássicas.
Com fortes ligações ao humanismo da fase inicial do Renascimento europeu, Cândido Lusitano era um defensor acérrimo dos cânones literários e estéticos da Antiguidade Clássica, tomando como modelos Aristóteles, Cícero, Horácio e Quintiliano. Em consequência, a sua obra centra-se na divulgação do pensamento estético-literário dos clássicos, através a sua tradução para a língua portuguesa, e na defesa de uma concepção da poesia como imitação da natureza, na esteira da Poética de Aristóteles.
Na mesma senda, Cândido Lusitano, seguindo intelectuais como Ludovico Antonio Muratori e Ignacio de Luzán, explora as relações entre a fantasia e o entendimento na elaboração da obra poética, defendendo a visão aristotélica de uma arte em que estejam presentes o verosímil e uma relação equilibrada entre o útil e o deleitável e entre a natureza e o exercício.
Manteve uma acesa polémica contra o pensamento de Luís António Verney expresso no Verdadeiro Método de Estudar,[carece de fontes?] defendendo que é na proporção, na ordem e na unidade é que consiste a beleza poética e que a fantasia e a imaginação eram a alma da poesia, embora devessem ser refreadas através da adopção de cânones que regulassem a relação entre a arte e o juízo. Neste contexto, e alinhando com as ideias de Nicolas Boileau, defendia o predomínio da lógica sobre a estética, afirmando que os antigos chamavam-lhe Juízo e isto é que é propriamente o bom gosto. É proceder com juízo e discernimento nas obras que compomos e não menos nas que lemos. Estas ideias assentam nos princípios da estética e filosofia platónica e augustiniana.
Seguindo o pensamento de Ludovico Antonio Muratori e os preceitos do neoclassicismo, Francisco José Freire introduziu na literatura de língua portuguesa a primeira definição canónica de bom gosto, negando a legitimidade da liberdade criativa do barroco defendida, entre outros, pelo filósofo Benito Jerónimo Feijoo.

## Obras
- O Secretário Portuguez Cómmodos à Instrucção da Mocidade Confirmado com Selectos Exemplos de Bons Autores, Lisboa, 1745;
- Vieira defendido, Lisboa, 1746;
- Arte Poética ou Regras da Verdadeira Poesia, Lisboa, 1748;
- Ilustração Crítica…, Lisboa, 1751 (texto da polémica verneyana);
- Arte Poética de Quinto Horácio Flacco, Lisboa, 1758; (reedição digital na Bibliotrónica Portuguesa)
- Diccionario poetico, para o uso dos que principião a exercitarse na poesia portugueza: obra igualmente util ao orador principiante, Offic. Patriarcal de Francesco Luiz Ameno, 1765
- Reflexões sobre a Língua Portuguesa (editado por Cunha Rivara), Lisboa, 1842.
- Vida do infante D. Henrique, Lisboa, 1758.

Na Biblioteca Pública de Évora conservam-se dois manuscritos de Francisco José Freire intitulados;
- A Eloquência Christã;
- Cartas Poéticas e Criticas (…) de Poesia (…) e Poetas.